# 阿科米塔萊克 (新墨西哥州)
阿科米塔萊克（英語：Acomita Lake）是位於美國新墨西哥州錫沃拉縣的普查規定居民點。

## 人口
根據2020年美國人口普查的數據，阿科米塔萊克的面積為10.45平方千米，當中陸地面積為10.14平方千米，而水域面積為0.31平方千米。當地共有人口339人，而人口密度為每平方千米32.44人。